# Liu Yaxin
Liu Yaxin (en chino: 柳雅欣; Lishui, 16 de junio de 1999) es una deportista china que compite en natación.
Participó en tres Juegos Olímpicos de Verano, obteniendo una medalla de bronce en París 2024, en la prueba de 4 × 200 m libre, el séptimo lugar en Río de Janeiro 2016 y el octavo en Tokio 2020, en la prueba de 200 m espalda.
Ganó dos medallas de bronce en el Campeonato Mundial de Natación, en los años 2023 y 2025, y una medalla de bronce en el Campeonato Mundial de Natación en Piscina Corta de 2021.

## Palmarés internacional
| Juegos Olímpicos                    | Juegos Olímpicos    | Juegos Olímpicos  | Juegos Olímpicos |
| Año                                 | Lugar               | Medalla           | Prueba           |
| ----------------------------------- | ------------------- | ----------------- | ---------------- |
| 2024                                | París (Francia)     | Medalla de bronce | 4 × 200 m libre  |
| Campeonato Mundial                  |                     |                   |                  |
| Año                                 | Lugar               | Medalla           | Prueba           |
| 2023                                | Fukuoka (Japón)     | Medalla de bronce | 4 × 200 m libre  |
| 2025                                | Singapur (Singapur) | Medalla de bronce | 4 × 200 m libre  |
| Campeonato Mundial en Piscina Corta |                     |                   |                  |
| Año                                 | Lugar               | Medalla           | Prueba           |
| 2021                                | Abu Dabi (EAU)      | Medalla de bronce | 4 × 200 m libre  |